# Horatio Richmond Palmer
Horatio Richmond Palmer   (Sherburne, 1834 - 1907) fou un compositor i mestre de música estatunidenc.
Fou mestre de música de l'Acadèmia de Rushford (Nova York) i el 1857 s'establí a Chicago, on fundà una revista mundial titulada Concordia, després establí nombroses associacions arreu dels Estats Units i el Canadà. El 1873 s'encarregà de la direcció de la Societat coral de música religiosa de la ciutat de Nova York, i el 1877 la de l'Escola de Música de Chantaqua.
Entre les seves composicions hi figuren les col·leccions de cants escolars: The song herald; The song queen; The song king; Concert choruses, etc. A més, se li deuen, Theory of music; Manual for teachers; Brief statements; Musical catechism, etc.